# Зелене (Новоукраїнський район)
Зеле́не — село в Україні, у Новомиргородській міській громаді Новоукраїнського району Кіровоградської області. Населення становить 149 осіб.

## Історія
Зелене виникло в ході післявоєнної відбудови як відділкове село Капітанівського цукрового радгоспу.
Колишня назва Зеленого — селище Рейментарівського радгоспу.

## Населення
Згідно з переписом УРСР 1989 року чисельність наявного населення села становила 169 осіб, з яких 83 чоловіки та 86 жінок.
За переписом населення України 2001 року в селі мешкало 149 осіб.

### Мова
Розподіл населення за рідною мовою за даними перепису 2001 року:
| Мова       | Відсоток |
| ---------- | -------- |
| українська | 95,97 %  |
| російська  | 3,36 %   |
| білоруська | 0,67 %   |

## Вулиці
У селі налічується три вулиці:
- Лісна вул.
- Садова вул.
- Степова вул.